# Selección de fútbol sala de las Islas Salomón
La selección de fútbol sala de las Islas Salomón es el equipo representativo del país en las competiciones oficiales organizadas por la Confederación de Fútbol de Oceanía y la FIFA. Es administrada por la Federación de Fútbol de las Islas Salomón.
Desde la partida de Australia a la AFC en 2006, los Kurukuru, apodo del seleccionado salomonense de futsal, conquistaron cinco ediciones del Copa de Naciones de Futsal de la OFC. Además, participaron en dos ediciones del Campeonato Mundial de la FIFA, en donde obtuvieron solamente una victoria, un 4-3 sobre Guatemala en 2012.

## Estadísticas

### Copa Mundial de Futsal FIFA
| Copa Mundial de fútbol sala de la FIFA | Copa Mundial de fútbol sala de la FIFA | Copa Mundial de fútbol sala de la FIFA | Copa Mundial de fútbol sala de la FIFA | Copa Mundial de fútbol sala de la FIFA | Copa Mundial de fútbol sala de la FIFA | Copa Mundial de fútbol sala de la FIFA | Copa Mundial de fútbol sala de la FIFA |
| Año                                    | Ronda                                  | J                                      | G                                      | E                                      | P                                      | GF                                     | GC                                     |
| -------------------------------------- | -------------------------------------- | -------------------------------------- | -------------------------------------- | -------------------------------------- | -------------------------------------- | -------------------------------------- | -------------------------------------- |
| 1989                                   | No participó                           | No participó                           | No participó                           | No participó                           | No participó                           | No participó                           | No participó                           |
| 1992                                   | No participó                           | No participó                           | No participó                           | No participó                           | No participó                           | No participó                           | No participó                           |
| 1996                                   | No participó                           | No participó                           | No participó                           | No participó                           | No participó                           | No participó                           | No participó                           |
| 2000                                   | No participó                           | No participó                           | No participó                           | No participó                           | No participó                           | No participó                           | No participó                           |
| 2004                                   | No clasificó                           | No clasificó                           | No clasificó                           | No clasificó                           | No clasificó                           | No clasificó                           | No clasificó                           |
| 2008                                   | Fase de grupos                         | 4                                      | 0                                      | 0                                      | 4                                      | 6                                      | 69                                     |
| 2012                                   | Fase de grupos                         | 3                                      | 1                                      | 0                                      | 2                                      | 7                                      | 30                                     |
| 2016                                   | Fase de grupos                         | 3                                      | 0                                      | 0                                      | 3                                      | 5                                      | 21                                     |
| 2021                                   | Fase de grupos                         | 3                                      | 0                                      | 0                                      | 3                                      | 4                                      | 22                                     |
| 2024                                   | No clasificó                           | No clasificó                           | No clasificó                           | No clasificó                           | No clasificó                           | No clasificó                           | No clasificó                           |
| Total                                  | 4/9                                    | 13                                     | 1                                      | 0                                      | 12                                     | 22                                     | 142                                    |

### Copa de Naciones de Futsal de la OFC
| Copa de Naciones de Futsal de la OFC | Copa de Naciones de Futsal de la OFC | Copa de Naciones de Futsal de la OFC | Copa de Naciones de Futsal de la OFC | Copa de Naciones de Futsal de la OFC | Copa de Naciones de Futsal de la OFC | Copa de Naciones de Futsal de la OFC | Copa de Naciones de Futsal de la OFC |
| Año                                  | Ronda                                | J                                    | G                                    | E                                    | P                                    | GF                                   | GC                                   |
| ------------------------------------ | ------------------------------------ | ------------------------------------ | ------------------------------------ | ------------------------------------ | ------------------------------------ | ------------------------------------ | ------------------------------------ |
| 1992                                 | No participó                         | No participó                         | No participó                         | No participó                         | No participó                         | No participó                         | No participó                         |
| 1996                                 | No participó                         | No participó                         | No participó                         | No participó                         | No participó                         | No participó                         | No participó                         |
| 1999                                 | No participó                         | No participó                         | No participó                         | No participó                         | No participó                         | No participó                         | No participó                         |
| 2004                                 | Quinto lugar                         | 5                                    | 1                                    | 0                                    | 4                                    | 12                                   | 31                                   |
| 2008                                 | Campeón                              | 6                                    | 5                                    | 0                                    | 1                                    | 41                                   | 19                                   |
| 2009                                 | Campeón                              | 4                                    | 4                                    | 0                                    | 0                                    | 32                                   | 7                                    |
| 2010                                 | Campeón                              | 6                                    | 6                                    | 0                                    | 0                                    | 59                                   | 16                                   |
| 2011                                 | Campeón                              | 5                                    | 5                                    | 0                                    | 0                                    | 49                                   | 10                                   |
| 2013                                 | Quinto lugar                         | 3                                    | 1                                    | 0                                    | 2                                    | 11                                   | 15                                   |
| 2014                                 | No participó                         | No participó                         | No participó                         | No participó                         | No participó                         | No participó                         | No participó                         |
| 2016                                 | Campeón                              | 5                                    | 5                                    | 0                                    | 0                                    | 23                                   | 3                                    |
| 2019                                 | Campeón                              | 5                                    | 5                                    | 0                                    | 0                                    | 34                                   | 11                                   |
| 2022                                 | Subcampeón                           | 5                                    | 3                                    | 1                                    | 1                                    | 33                                   | 20                                   |
| Total                                | 9/13                                 | 44                                   | 35                                   | 1                                    | 8                                    | 294                                  | 132                                  |

## Palmarés
- Copa de Naciones de Futsal de la OFC (5): 2008, 2009, 2010, 2011 y 2016.